# Blood Harmony
Blood Harmony è il sesto album in studio del gruppo rock statunitense Larkin Poe, pubblicato l'11 novembre 2022 da Tricki-Woo Records.
Blood Harmony ha vinto il Grammy Award 2024 per il miglior album blues contemporaneo.

## Tracce
1. Deep Stays Down – 3:19 (Rebecca Lovell, Tyler Bryant)
2. Bad Spell – 3:15 (Megan Lovell, R. Lovell, Bryant)
3. Georgia Off My Mind – 3:54 (R. Lovell, Bryant)
4. Strike Gold – 3:20 (R. Lovell, M. Lovell)
5. Southern Comfort – 3:47 (R. Lovell)
6. Bolt Cutters & the Family Name – 3:15 (R. Lovell, Tarka Layman)
7. Blood Harmony – 4:05 (R. Lovell, Bryant, Kevin McGowan)
8. Kick the Blues – 3:26 (R. Lovell, M. Lovell)
9. Might as Well Be Me – 5:10 (Luther Russell, R. Lovell, M. Lovell)
10. Summertime Sunset – 5:09 (R. Lovell, M. Lovell)
11. Lips as Cold as Diamond – 3:42 (R. Lovell)